# Нью-Еффінгтон (Південна Дакота)
Нью-Еффінгтон (англ. New Effington) — місто (англ. town) в США, в окрузі Робертс штату Південна Дакота. Населення — 234 особи (2020).

## Географія
Нью-Еффінгтон розташований за координатами 45°51′27″ пн. ш. 96°54′54″ зх. д. / 45.85750° пн. ш. 96.91500° зх. д. (45.857577, -96.915004).  За даними Бюро перепису населення США в 2010 році місто мало площу 0,71 км², з яких 0,68 км² — суходіл та 0,03 км² — водойми.

## Демографія
Згідно з переписом 2010 року, у місті мешкало 256 осіб у 107 домогосподарствах у складі 65 родин. Густота населення становила 361 особа/км².  Було 121 помешкання (171/км²).
Расовий склад населення:
| - 57,8 % — білих - 36,3 % — корінних американців - 0,4 % — чорних або афроамериканців |

До двох чи більше рас належало 4,7 %. Частка іспаномовних становила 0,8 % від усіх жителів.
За віковим діапазоном населення розподілялося таким чином: 28,5 % — особи молодші 18 років, 50,0 % — особи у віці 18—64 років, 21,5 % — особи у віці 65 років та старші. Медіана віку мешканця становила 39,0 року. На 100 осіб жіночої статі у місті припадало 85,5 чоловіків;  на 100 жінок у віці від 18 років та старших — 101,1 чоловіків також старших 18 років.
Середній дохід на одне домашнє господарство  становив 36 160 доларів США (медіана — 25 417), а середній дохід на одну сім'ю — 48 263 долари (медіана — 28 750). За межею бідності перебувало 18,8 % осіб, у тому числі 40,0 % дітей у віці до 18 років та 10,9 % осіб у віці 65 років та старших.
Цивільне працевлаштоване населення становило 57 осіб. Основні галузі зайнятості: освіта, охорона здоров'я та соціальна допомога — 35,1 %, виробництво — 15,8 %, мистецтво, розваги та відпочинок — 14,0 %.